# Тузлук
Тузлук (тюрк. tuzluq) — название раствора поваренной соли в тюркских языках, укоренившееся в рыбной промышленности со времени организации крупных промыслов рыбы на Волге и её массовой заготовки. Различают два вида тузлука: натуральный (естественный) и искусственный. 
- Натуральный тузлук — образовавшийся из-за гигроскопичности соли и осмотических сил раствор при посоле рыбы сухой солью за счёт выделившейся из рыбы влаги.
- Искусственный тузлук — раствор соли, который готовят для посола рыбы вручную или с использованием механических средств, растворяя поваренную соль в воде. Искусственный тузлук может иметь различные концентрации соли.